# Simon Schobel
Simon Schobel (n. 22 februarie 1950, Sebeș, Alba, România) este un fost handbalist român de etnie sas, care a făcut parte din lotul echipei naționale de handbal a României, medaliată cu bronz olimpic la München 1972.
În 1973 a rămas în RFG după un meci susținut acolo de echipa la care evolua atunci, Universitatea Cluj.
În 1982 a devenit cel mai tânăr antrenor al echipei de handbal masculin a RFG-ului, iar în 1984 a fost numit „Antrenorul anului” în RFG.
În 2004 a fost arestat, fiind acuzat de evaziune fiscală în legătură cu importul de mobilă de grădină și produse de metal din România. A fost eliberat din arest în ianuarie 2005.